# Học viện Âm nhạc Trung ương

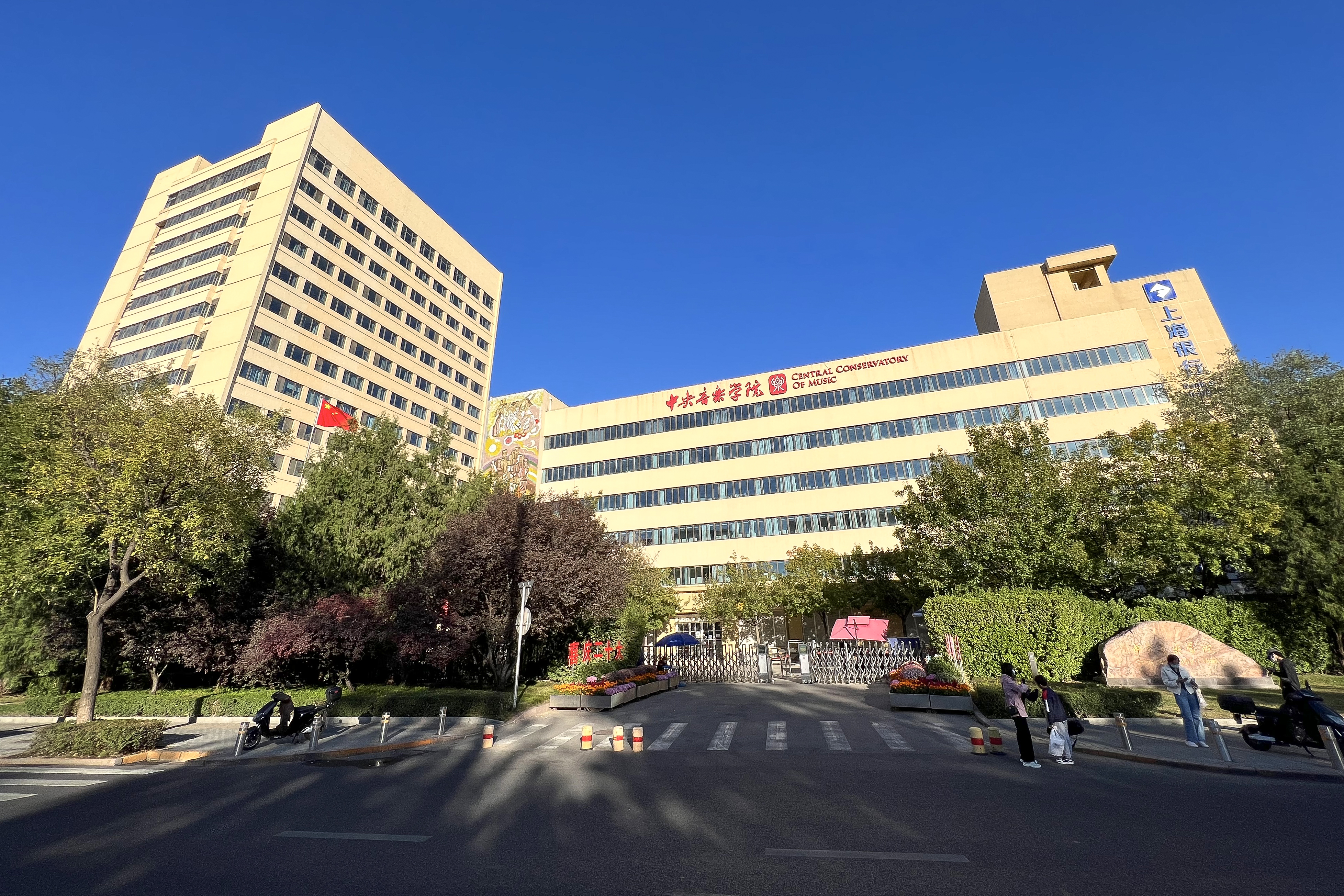
Học viện âm nhạc trung ương

Học viện âm nhạc trung ương (中央音乐学院; pinyin: Zhōngyāng Yīnyuè Xuéyuàn)là một trường đại học ở Bắc Kinh, Cộng hòa Nhân dân Trung Hoa. Nhạc viện này được thành lập năm 1950, trường cung cấp các chương trình giảng dạy cho sinh viên thuộc công dân Trung Quốc và sinh viên nước ngoài từ cơ bản đến sau đại học. Chương trình đại học kéo dài trong 4 hoặc 5 năm với các chuyên ngành: sáng tác nhạc, chỉ huy dàn nhạc (conducting), âm nhạc học, âm kêu (voice) và opera, piano, các nhạc cụ dàn nhạc, và các nhạc cụ cổ truyền Trung Hoa; chương trình trung cấp kéo dài sáu năm các chuyên ngành: piano, các nhạc cụ dàn nhạc, nhạc cụ cổ truyền và nhạc lý; hai trường sơ cấp dạy toàn phần và lớp đêm. Cũng có một chương trình đại học buổi tối cho sinh viên lớn tuổi.Trong những năm gần đây, nhạc viện này đã phát triển các quan hệ vững chắc với các cơ sở và cá nhân nước ngoài. Các học giả và nhạc sĩ nước ngoài thường xuyên viếng thăm và thỉnh giảng tại đây và Nhạc viện cũng gửi giảng viên và sinh viên đến các nước khác học tập, giảng dạy và biểu diễn. Sinh viên và giảng viên của Nhạc viện tham gia Giàn nhạc giao hưởng trẻ Trung Quốc, Giàn đồng ca nhạc cụ cổ truyền Trung Hoa, Hợp xướng sinh viên nhạc viện...Nhạc viện có khu trường sở 53.000 m2 ở trung tâm Bắc Kinh bao gồm khu phức hợp các tòa nhà cũ và mới. Thư viện của Nhạc viện có hơn 500.000 đầu sách, là thư viện có số đầu sách thể loại này nhiều nhất Trung Quốc. Nhạc viện cũng có hơn 500 piano và nhiều nhạc cụ khác. Các chương trình đào tạo như sau:
Cử nhân (4 năm)
- Âm nhạc học (5 năm)
- Sáng tác và Lý thuyết sáng tác (5 năm).
- Thanh nhạc (5 năm)
- Chỉ huy (5 năm)
- Keyboard Instruments Performance
- Wind and Stringed (Percussional) Instruments Performance
- Chinese Musical Instruments Performance
- The Arts of Instruments Making and Repair

Cao học (3 năm)
- Âm nhạc học
- Sáng tác và Lý thuyết sáng tác (5 năm).
- Thanh nhạc (5 năm)
- Chỉ huy (5 năm)
- Keyboard Instruments Performance (4 Years)
- Wind and Stringed (Percussional)Instruments Performance (4 Years)
- Chinese Musical Instruments Performance (4 Years)
- The Arts of Instruments Making and Repair (4 Years)

Tiến sĩ (3 năm)
- Âm nhạc học
- Sáng tác và Lý thuyết sáng tác (5 năm).